# Eupithecia trimaculata
Eupithecia trimaculata är en fjärilsart som beskrevs av Adrian Hardy Haworth. Eupithecia trimaculata ingår i släktet Eupithecia och familjen mätare. Inga underarter finns listade i Catalogue of Life.